# Бистра вода (серија)
Бистра вода је македонска телевизијска серија снимљена током 2023. године, коју је режирао Јани Бојаџи, а продуцирала Телевизија Алфа.

## Улоге
| Глумац                | Улоге                   |
| --------------------- | ----------------------- |
| Симеон Мони Дамевски  | Александар              |
| Дејан Лилић           | Дамјан                  |
| Јелена Жугић          | Ника                    |
| Роберт Вељановски     | Арсен                   |
| Александар Микић      | Стамен                  |
| Кети Дончевска-Илић   | Вера                    |
| Јана Вељановска       | Мила                    |
| Ирена Илиевска        | Ана                     |
| Васил Зафирчев        | Жан                     |
| Маја Љутков           | Лина                    |
| Владо Јовановски      | Исо                     |
| Ана Јовановска        | Оливера                 |
| Дамјан Цветановски    | Стефан                  |
| Рубенс Муратовски     | Спиро                   |
| Григор Јовановски     | Константин              |
| Горан Стојановски     | Тодор                   |
| Зоран Љутков          | Петар Гарски            |
| Младен Крстевски      | Милан                   |
| Петар Манић           | Горги                   |
| Мето Јовановски       | Професор                |
| Александра Пешевска   | Соња                    |
| Марија Новак          | Магде                   |
| Гордана Ендровска     | Борка Гаврилска         |
| Томе Станковски       | Методи                  |
| Лазе Манасковски      | Павле                   |
| Нино Леви             | Мишо Павличин           |
| Горан Илић            | Генерал                 |
| Ефтим Трајчов Гаурски | Милан                   |
| Илија Илиоски         | Томо                    |
| Димитрина Мицкоска    | Румена                  |
| Миле Вратеовски       | Директор завода         |
| Бранко Бенинов        | Киро                    |
| Стефан Николовски     | Давор                   |
| Кирил Андоновски      | Стариот                 |
| Благоја Чоревски      | /                       |
| Јордан Витанов        | Академик                |
| Васил Михаил          | Бојан                   |
| Роберт Ристов         | Никита                  |
| Владо Дојчиновски     | Гиго                    |
| Елизабета Стефановска | Катја Гаврилска         |
| Чедомир Митевски      |                         |
| Борче Начев           | Доктор у стану          |
| Снежана Конеска Руси  | /                       |
| Горги Тодоровски      | Доктор у мртвачници     |
| Душица Стојановска    | службеница              |
| Давид Илиќ            | шеф туристичке агенције |
| Пируника Киселичка    | Марина                  |
| Надица Петрова        | Медицинска сестра       |
| Ненад Нацев           | Шабан                   |
| Владимир Тулиев       | Трстена                 |
| Бранко Атанасов       | Директор златаре        |
| Здравко Стојмиров     | Посредник               |
| Илија Струмениковски  | Стариот 2               |
| Пеце Ристевски        | Доктор од Арсена        |
| Даријан Петров        | Сеизмолог               |
| Анѓела Јакимовска     | Мимоза                  |
| Игор Сарандески       | Возач                   |